# أمانة منطقة القصيم
تأسست أمانة منطقة القصيم في 1381/3/1هـ، وهي الجهة المسؤولة عن تقديم الخدمات العامة للمواطنين في منطقة القصيم، والوصول لأفضل المراكز وتحقيق رؤية المملكة العربية السعودية 2030 في مجال التحول الرقمي.

## الهيكل التنظيمي
- مكتب الأمين[4]
- الإدارة العامة لتقنية المعلومات[4]
- الإدارة العامة للتميز التشغيلي[4]
- الإدارة العامة للشؤون القانونية[4]
- الإدارة العامة للمراجعة الداخلية[4]
- الإدارة العامة للإستثمارات[4]
- الإدارة العامة للمهرجانات[4]
- الإدارة العامة للميزانية[4]
- مكتب تنسيق المشاريع[4]
- إدارة الأمن السيبراني[4]
- إدارة الرقابة البلدية[4]
- إدارة جودة المشاريع[4]
- وحدة المشاركة المجتمعية[4]
- الإدارة العامة للشؤون الادارية والمالية[4]
- الإدارة العامة للموارد البشرية[4]
- الإدارة العامة للعلاقات والإعلام[4]
- الإدارة العامة للأراضي والممتلكات[4]
- مكتب تحقيق الرؤية والأهداف[4]
- وكالة الشؤون الفنية[4]
- وكالة الخدمات البلدية[4]
- وكالة التعمير[4]
- وكالة شؤون البلديات[4]

- المجلس البلدي[4]